# Irish Open 2011
Die Irish Open 2011 im Badminton fanden vom 8. bis zum 11. Dezember 2011 in Dublin statt. Das Preisgeld betrug 15.000 US-Dollar. Das Turnier hatte damit ein BWF-Level von 4A.

## Sieger und Platzierte
| Disziplin    | Gold                       | Silber                             | Bronze                                 |
| ------------ | -------------------------- | ---------------------------------- | -------------------------------------- |
| Herreneinzel | Rajiv Ouseph               | Przemysław Wacha                   | Matthieu Lo Ying Ping                  |
| Herreneinzel | Rajiv Ouseph               | Przemysław Wacha                   | Dicky Palyama                          |
| Dameneinzel  | Pai Hsiao-ma               | Carolina Marín                     | Pi Hongyan                             |
| Dameneinzel  | Pai Hsiao-ma               | Carolina Marín                     | Linda Zechiri                          |
| Herrendoppel | Adam Cwalina Michał Łogosz | Marcus Ellis Peter Mills           | Baptiste Carême Sylvain Grosjean       |
| Herrendoppel | Adam Cwalina Michał Łogosz | Marcus Ellis Peter Mills           | Peter Käsbauer Josche Zurwonne         |
| Damendoppel  | Ng Hui Ern Ng Hui Lin      | Mariana Agathangelou Heather Olver | Lotte Jonathans Paulien van Dooremalen |
| Damendoppel  | Ng Hui Ern Ng Hui Lin      | Mariana Agathangelou Heather Olver | Line Damkjær Kruse Marie Røpke         |
| Mixed        | Marcus Ellis Heather Olver | Dave Khodabux Selena Piek          | Rasmus Bonde Maria Helsbøl             |
| Mixed        | Marcus Ellis Heather Olver | Dave Khodabux Selena Piek          | Theis Christiansen Joan Chirstiansen   |

## Finalresultate
| Disziplin    | Sieger                     | Finalist                           | Ergebnis              |
| ------------ | -------------------------- | ---------------------------------- | --------------------- |
| Herreneinzel | Rajiv Ouseph               | Przemysław Wacha                   | 21–15, 11–5 (Aufgabe) |
| Dameneinzel  | Pai Hsiao-ma               | Carolina Marín                     | 12–21, 21–19, 21–7    |
| Herrendoppel | Adam Cwalina Michał Łogosz | Marcus Ellis Peter Mills           | 21–15, 21–15          |
| Damendoppel  | Ng Hui Ern Ng Hui Lin      | Mariana Agathangelou Heather Olver | 14–21, 21–16, 21–11   |
| Mixed        | Marcus Ellis Heather Olver | Dave Khodabux Selena Piek          | 21–19, 21–17          |